# تئومن
تئومن پادشاه ایلام بود که از ۶۶۴ تا ۶۵۳ قبل از میلاد مسیح حکومت کرد. او هم دورهٔ پادشاه قدرتمند آشور، آشوربانی‌پال بود البته اسم او در منابعی تیئومن یا تئومان نیز ذکر شده‌است. محققان برای زمان طولانی اعتقاد داشتند که او همان تپتی-هوبان-اینشوشیناک ذکر شده در کتیبه‌ها بوده‌است، اگرچه این دیدگاه اخیراً مورد بحث قرار گرفته‌است.

## انتقال قدرت
تئومن جانشین اورتک اینشوشینک بود رابطه بین اورتک و تئومن یک موضوع مورد مناقشه است. از یک طرف، دنیل پاتس
(۲۰۱۵) از تئومن به عنوان «ظاهراً بی ارتباط با اورتک یا هوبانهالتاش دوم» یاد می‌کند. از سوی دیگر، رحیم شایگان مدعی است که «به نظر می‌رسد که تئومان برادر دو تن از اسلاف سلطنتی خود (هوبان هلتاش دوم و اورتک) بوده‌است». پسران اورتک به آشور گریختند، پس از آن تئومن از آشور خواست پسران اورتک را به او بازگرداند که البته ناموفق بود.

## جنگ اولای
آشوربانیپال در سال ۶۵۳ حمله ای ویرانگر به ایلام آغاز کرد. متنی که در سال ۶۴۹ در میان سالنامه‌های آشوربانیپال نوشته شده‌است، توجیهات آشوربانیپال برای جنگ و پایان آن را ثبت کرده‌است. دلایل آشوربانیپال برای جنگ عبارت بود از: «پیام‌های وقیحانه تئومن، لاف زدن‌های او، توطئه‌های شیطانی او، ماه گرفتگی که سقوط تئومن را پیش‌بینی می‌کرد، تشنجی که خدایان به تئومن به عنوان هشدار وارد کردند و اعلان جنگ تئومن به آشوربانیپال». در متن نوشته شده‌است که آشوربانیپال سر تئومن را بریده و هومبان نیکش دوم را به عنوان پادشاه جایگزین کرده‌است.